# Souimanga royal
Cinnyris regius
Espèce
Statut de conservation UICN

 LC  : Préoccupation mineure
Le Souimanga royal (Cinnyris regius) est une espèce de passereaux de la famille des Nectariniidae.

## Répartition
Cet oiseau vit dans les forêts d'altitude du rift Albertin.